# Lanzamiento suave
Un lanzamiento promocional, lanzamiento piloto o lanzamiento suave, del inglés soft launch, es el lanzamiento de un sitio web o de otro producto o servicio a un público limitado. Es un método para la recopilación de datos sobre el uso y la aceptación de un producto o servicio en el mercado, antes de que este se lance de forma oficial. Las empresas pueden elegir un lanzamiento promocional para poner a prueba la viabilidad de un producto o para afinar un producto antes de realizar un esfuerzo de mercadotecnia más grande.